# Нюйди (село)
Нюйди (азерб. Nüydü) — село в Ахсуйском районе Азербайджана.

## География
Расположено у подножий гор в 27 км к северу от районного центра Ахсу. 

## История
«Описание Ширванской провинции, составленное в 1820 году, по распоряжению главноуправляющего в Грузии Ермолова, генерал-майором  Мадатовым и статским советником Могилёвским», приводит сведения об «татарской»  (азербайджанской) деревне Нюиди Гоузского магала Ширванской провинции. Деревня Нюиди на то время принадлежала Мардан-беку, который являлся родственником последнего ширванского хана. Жители поселения в количестве 6 семей, являвшиеся выходцами из Кубы были освобождены от каких-либо податей в казну.
В 1965 году, вблизи села исследователем Ф. Л. Османовым был найден бронзовый шлем, датируемый II-I веками до нашей эры и являющийся единичным, найденным в области, охватывавшей Кавказскую Албанию.

## Достопримечательности
К юго-западу от селения в Нюйдинской степи находится археологический комплекс, относящийся к III-I вв. до н. э. Состоит комплекс из поселения и кладбища.

## Население
Материалы посемейных списков на 1886 год сообщают данные о численности, этническом и конфессиональном составе села. Согласно этим материалам, в Нюгди 1-е Шемахинского уезда Бакинской губернии насчитывалось 13 дымов и 97 жителей (56 мужчин и 41 женщина). 
Все жители — азербайджанцы-сунниты.
По результатам Азербайджанской сельскохозяйственной переписи 1921 года селение Нюгды (1-е)  входило в состав Басхальского сельского общества Шемахинского уезда Азербайджанской ССР. Общая численность населения составляла — 63 человека (22 хозяйства). Преобладающая национальность — азербайджанские тюрки (азербайджанцы).
В начале 1980-х население Нюйди составляло 259 человек. Жители были заняты виноградарством, животноводством. Имелись восьмилетняя школа, клуб, библиотека, медицинский пункт.